# Lawrence A. Hyland
Lawrence A. „Pat“ Hyland (* 26. August 1897 in Nova Scotia, Kanada; † 24. November 1989) war ein US-amerikanischer Elektroingenieur, dem bedeutende Beiträge zur Erfindung des Radars zugeschrieben werden. Besser bekannt ist er jedoch als derjenige, der aus der Howard Hughes Bastelwerkstatt für die Fliegerei eine weltweit führende Firma für Technologien der Luft- und Raumfahrt, Hughes Aircraft entwickelte.

## Leben
Hyland wurde am 26. August 1897 auf der Farm seines Großvaters in Nova Scotia geboren. Seine Familie zog kurz nach der Geburt um und er wuchs in Melrose (Massachusetts) auf. Während des Ersten Weltkrieges diente er in der US-Armee, ab 1926 in der US-Marine. Später wurde Hyland als Funktechniker  Mitarbeiter des Naval Research Laboratory (NRL). Während dieser Zeit demonstrierte er im Jahre 1930 die Reflexion elektromagnetischer Wellen an einem Flugzeug und erbrachte weitere Beiträge zur Entwicklung des Doppler-Radars.
Im Jahre 1932 gründete Hyland eine Forschungsgesellschaft für Funk, die später in der Bendix Corporation aufging. Hyland wurde schließlich Vizepräsident für Forschung und Technik bei Bendix.
Hyland wurde 1954 als Vizepräsident und Hauptgeschäftsführer von Hughes Aircraft bestellt und wurde schließlich nach dem Tod von Howard Hughes im Jahre 1976 auch dessen Vorstandsvorsitzender. Unter der Leitung von Hyland wurde Hughes Aircraft auf neue Produktionsbereiche umgestellt und entwickelte sich enorm profitabel. Neben anderen Leistungen, entwickelte das Unternehmen zahlreiche Radarsysteme, elektro-optische Systeme, den ersten funktionierenden LASER, Avionik-Computer, Raketensysteme, Flugzeuge und viele andere fortschrittliche Technologien. Hyland trat aus dem aktiven Dienst im Jahr 1980 aus, behielt aber engen Kontakt mit dem Unternehmen bis zu seinem Tod.
Zu seinen Lebzeiten beriet Hyland häufig die US-Regierung über Themen aus Wissenschaft und Technologie.
Zeitweise fungierte er als leitender Berater in dem Komitee der Präsidentenberater, der US-amerikanischen Atomenergiekommission und der Central Intelligence Agency. Zudem war er ein Mitglied US-amerikanischen Rates für Rüstungsindustrie.

## Auszeichnungen
Hyland erhielt folgende Ehrungen und  Auszeichnungen:
- 1950 – einen angesehenen öffentlichen Preis der US-Marine für bahnbrechende Arbeiten bei der Entwicklung des Radar
- 1954 – Ehrendoktorwürde für Ingenieurwissenschaften des Lawrence Institute of Technology
- 1955 – ernannt zum Mitglied des Institute of Electrical and Electronics Engineers (IEEE)
- 1957 – IEEE Pioneer Award for Aeronautical and Navigation Electronics
- 1967 – Collier Trophy für die Surveyor 1 Mondlandung
- 1967 – die Goldene Verdienstmedaille der Armed Forces Communications and Electronics Association
- 1974 – Die Gründer Medaille der IEEE für Führung und Management im Bereich der Elektronik

Hylands Autobiographie, Call Me Pat: The Autobiography of the Man Howard Hughes Chose to Lead Hughes Aircraft, wurde posthum 1994 veröffentlicht.